# Eurycope diadela
Eurycope diadela là một loài chân đều trong họ Munnopsidae. Loài này được Wilson miêu tả khoa học năm 1982.